# 대전둔원중학교
대전둔원중학교(大田屯原中學校)는 대한민국 대전광역시 서구 갈마동에 있는 공립 중학교이다.

## 학교 연혁
- 1994년 12월 30일 : 공립학교 설립 인가(36학급)
- 1995년 3월 1일 : 제1대 나응순 교장 취임
- 1995년 3월 4일 : 개교식 및 입학식(379명)
- 2023년 1월 2일 : 제28회 졸업식(206명, 총 10,185명)
- 2023년 3월 2일 : 제31회 입학식(156명)
- 2024년 3월 1일 : 제15대 박광순 교장 취임

## 참고 자료
- 대전둔원중학교 - 한국교육학술정보원 학교알리미